# Dicranomyia latemarginata
Dicranomyia latemarginata är en tvåvingeart som först beskrevs av Alexander 1972.  Dicranomyia latemarginata ingår i släktet Dicranomyia och familjen småharkrankar. Inga underarter finns listade i Catalogue of Life.